# Combo

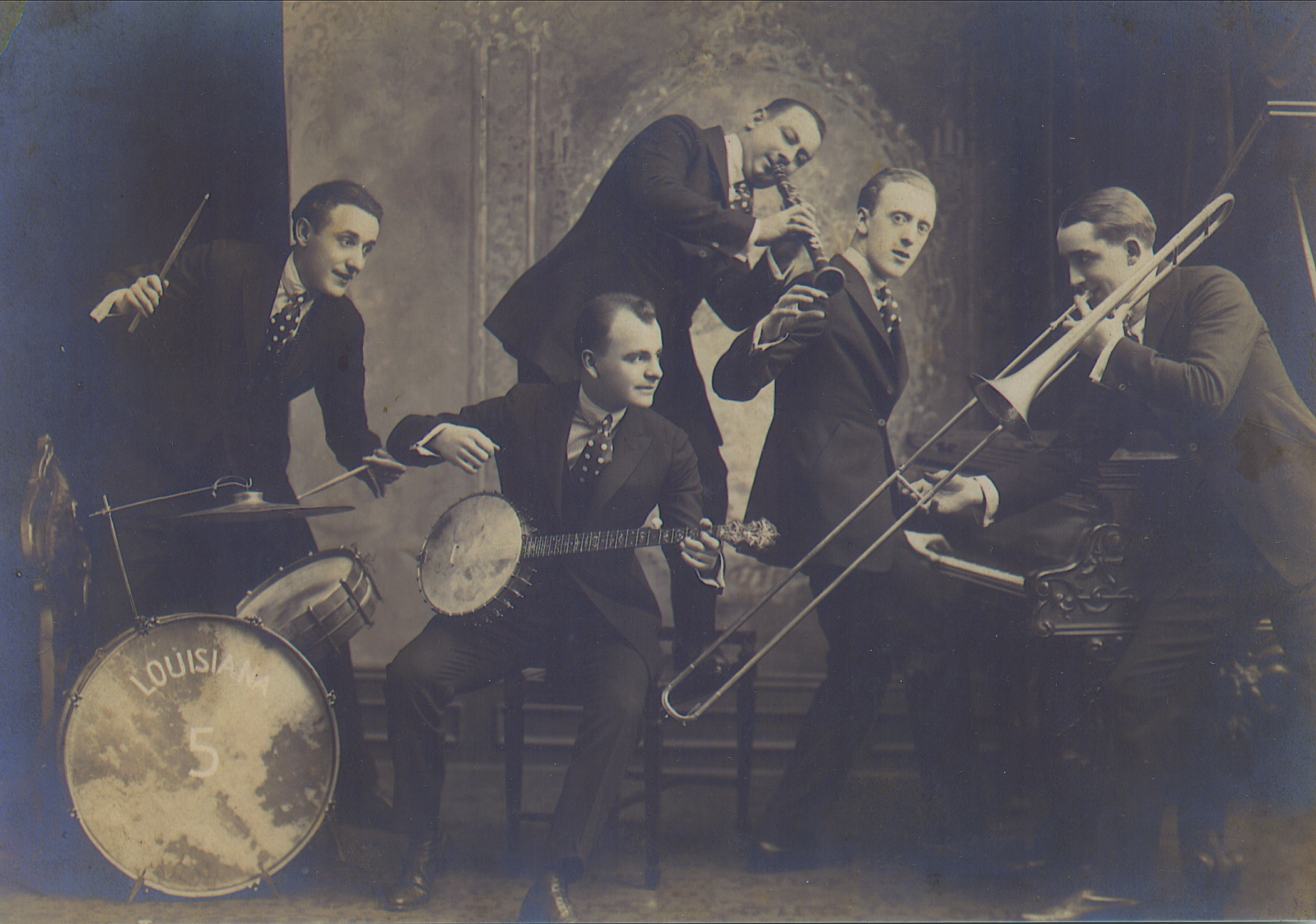
The Louisiana Five Jazz Band (1919)

A combo kisegyüttes a dzsesszzenében. Míg a nagy együttes neve, a big band, széles körben használatos, az a kifejezés, hogy little band, nem terjedt el. A combination szóból származó combót használják helyette. A szó maga arra utal, hogy a kis együttesben nagy a lehetőség a hangszer-összeállítási és sok egyéb kísérletezésre, próbálkozásra, improvizálásra. A  dzsesszben a combo néhány (4-5-6-7) tagú zenekar.
A hőskorban gyakran csak egy számot használtak az együttes nevében, pl. Hot Five volt Armstrong egyik együttesének a neve.